# Eumenidiopsis mixtus
Eumenidiopsis mixtus är en stekelart som först beskrevs av Giordani Soika 1943.  Eumenidiopsis mixtus ingår i släktet Eumenidiopsis och familjen Eumenidae. Inga underarter finns listade i Catalogue of Life.